# Commandement de la formation aérienne de l'OTAN en Afghanistan
La Mission de formation de l'OTAN en Afghanistan (MFO-A) a créé le Commandement de la formation aérienne de l'OTAN en Afghanistan (CFAO-A) en septembre 2010, tandis que, simultanément, était dissous son prédécesseur, la Force Aérienne de Transition de la Coalition (Coalition Air Power Transition Force ou CAPTF). Cette modification tient compte de la transformation d'une mission à l'origine uniquement américaine en une mission internationale avec un mandat plus large de l'OTAN sur la formation des forces armées afghanes et plus particulièrement de la force aérienne afghane.
Le CFAO-A fut remplacé, en janvier 2015, par le TAAC-Air (rain, Advise, Assist Command – Air) lors du passage de la mission FIAS à la mission Resolute support.

## Mission
Le CFAO-A avait pour mission de "créer les conditions pour une aviation afghane professionnelle, totalement indépendante sur le plan opérationnel et répondant aux exigences de sécurité de l'Afghanistan d'aujourd'hui ... et de demain." Depuis qu'il a été établi, NATC-UN a travaillé à reconstruire et à moderniser l'Armée de l'air Afghane et a servi à titre de composante aérienne des États-Unis, international Mission OTAN de Formation en Afghanistan.
Le CFAO-A a travaillé au développement de la force aérienne afghane ainsi que de la police nationale afghane (PNA) et des forces anti-aériennesNATC-A travaillé à l'élaboration de l'armée de l'Air Afghane (AAF) et la Police Nationale Afghane (PNA) de l'Air de l'Interdiction de l'Unité  comme de l'escadrille d'aviation spéciale. L'objectif étant de fournir au gouvernement de la République islamique d'Afghanistan, un appui aérien efficace et autonome pour les forces armées comme dans la lutte contre le narco-trafic.
Initialement le CFAO-A a entrepris de travailler selon quatre axes : la formation des pilotes, la mise en œuvre des aéronefs, la construction des infrastructures et l'organisation des forces aériennes. Au fur et à mesure de la maturation de ces forces, le projet a évolué, vers un renforcement de l'institution, la construction d'une intendance adaptés et la création d'une culture des normes de sécurité.

## Pays Contributeurs
Des pays de l'OTAN comme des pays extérieurs à l'Alliance ont contribué au CFAO-A. On peut citer la Belgique, le Canada, la Croatie, la République tchèque, le Danemark, El Salvador, la Hongrie, l'Italie, la Lettonie, la Lituanie, la Mongolie, le Portugal, l'Ukraine, les Émirats arabes unis, le Royaume-Uni et les États-Unis.

## Emplacements
La plupart des personnel de l'administration centrale était co-localisée et travaillait quotidiennement avec la force aérienne afghane (FAA) à l'Aéroport international de Kaboul. Le reste du personnel était situé au Camp Eggers (dans le centre-ville de Kaboul) pour faciliter la coordination avec la FAA et les échanges avec la MFO-A et le Ministère Afghan de la Défense. Depuis le début de l'opération, sous la responsabilité des États-Unis, l'unité était sous un double commandement de son général commandant et du 438th Air Expeditionary Wing (en)  et organisé comme une escadrille. Il y avait trois groupes, le 438e Groupe d'appui et de conseil aérien à l'Aéroport international de Kaboul, le 738e 438e Groupe d'appui et de conseil aérien  à l'Aéroport international de Kandahar et le 838e Groupe d'appui et de conseil aérien à la Base aérienne de Shindand. En outre, il y avait des petits détachements sur l'ensemble de l'Afghanistan.

## Attaques Verts sur bleus (infiltrés)
Le 27 avril 2011 neuf membres du CFAO-A sont tués lorsqu'un soldat des FAA tourne son arme contre les conseillers de l'OTAN. Il s'agissait des lieutenant-colonel Frank Bryant, des majors Jeff Ausborn, Dave Brodeur, Phil Ambard, Ray Estelle, lCharles Rançon, du capitaine Nate Nylander, du sergent-chef Tara Jacobs Marron et de Jim McLaughlin (en retraite). Bien que personne n'ai réellement compris la raison de cette attaque, elle a changé la dynamique des conseillers de la mission. Depuis ce moment, certains conseillers sont affectés au tâches comme “anges gardiens” pour veiller sur les autres pendant les séances d'instruction. Les règles d'engagement ont aussi évolué pour augmenter la sécurité du personnel. En outre, le Ministère Afghan de la Défense a créé un processus plus rigoureux de contrôle du personnel, notamment des tests biométriques et l'établissement d'unités de “contre-infiltration des unités” afin de contrer les tentatives des terroristes.

## Réalisations importantes
Le 28 novembre 2012, les commandants de l'Armée de l'air Afghane et du CFAO-A ont signé un plan stratégique.
. La stratégie établit la priorité des efforts vers la transition et les traduit en objectifs opérationnels : 
```
· Une 
force aérienne afghane
 forte, professionnelle qui dirige avec succès ses missions et ses hommes
· Une gestion efficace des ressources de la FAA et de l'intendance
· Une culture de l'efficacité et de sécurité pour l'aviation, de la maintenance et du support
· des opérations planifiées, conduites et coordonnées par les Afghans
```

## Avenir
La suite et fin de la mission la CFAO-A dépend de deux conditions : le succès du développement des capacités de la FAA et l'approbation d'un accord de défense et de sécurité le gouvernement et les pays participant au CFAO-A.